# Hermann Seemann Nachfolger
Hermann Seemann Nachfolger war ein Verlag in Leipzig und Berlin.

## Geschichte
1899 machte  Victor Schweizer die Bekanntschaft des wohlhabenden Friedrich Richard Pfau. Zusammen erwarben sie den Verlag Hermann Seemann  in Leipzig des Verlegers Albrecht Hermann Seemann. Dieser war Sohn des bekannten Kunstverlegers Ernst Arthur Seemann, Inhaber des renommierten Verlags E. A. Seemann. Pfau und Schweizer setzten den Verlag 1900 unter dem Namen Hermann Seemann Nachfolger fort. Sie gaben in kurzer Zeit eine ungewöhnlich große Zahl von Titeln heraus, in den ersten vier Jahren durchschnittlich 20 Novitäten pro Monat. Das Verlagsprogramm war gemischt. Erwähnenswert ist unter anderem das Erscheinen der Hauptwerke von William Morris und der Arts and Crafts-Bewegung in deutschen Erstausgaben unter Regie des Verlagsmitarbeiters Julius Zeitler. Dieser arbeitete bis 1903 für den Verlag und brachte seine Erlebnisse in der Verlagsarbeit in Romanform heraus (Jahrmarkt der Worte, 1904).
Eine Reihe von Buchgestaltern schuf Entwürfe für Umschläge und Verlagseinbände: Walter Tiemann, Heinrich Vogeler und Emil Rudolf Weiß.
Zwei Subverlage wurden gegründet: der Verlag der Frauen-Rundschau (1902), der sich zu einem publizistischen Zentrum der Frauenemanzipation entwickelte und der Magazin-Verlag Jaques Hegner (1903), der vor allem Erotika herausgab.
1903 erfolgte die Umwandlung in eine GmbH und die Expansion nach Berlin.
1904 wurde ein weiterer Subverlag gegründet: der Medizinische Verlag K. Singer & Co.
Zunehmende finanzielle Schwierigkeiten führten 1904 zur drastischen Reduktion der Verlagsproduktion.
Pfau beging am 6. September 1905 Selbstmord. In der Folge ging der Verlag 1905 in Konkurs, das Verfahren zog sich bis 1908 hin. Der Verlag arbeitete als GmbH bis ca. 1911 mit kleinem Programm weiter. 1915 erfolgten der Verkauf an die Deutsche Buch- und Kunstverlag GmbH und die endgültige Löschung der Firma.
Ein Firmenarchiv blieb nicht erhalten.